# Ligne de tramway 315
La ligne 315 est une ancienne ligne de tramway vicinal de la Société nationale des chemins de fer vicinaux (SNCV) qui reliait Saint-Trond à Overhespen avec deux antennes, l'une vers Jodoigne et la seconde vers Tirlemont entre 1907 et 1954.

## Histoire
29 juin 1907 : mise en service en traction vapeur entre la gare de Saint-Trond et la gare de Tirlemont ; exploitation par la SA des Tramways urbains et vicinaux (TUV).
4 avril 1908 : mise en service (en traction vapeur) de l'antenne Overhespen Station - Jodoigne Gare.
1919 : reprise de l'exploitation par la SNCV.
2 octobre 1954 : suppression.

## Infrastructure

### Dépôts et stations
Nom : (gare) : quand le dépôt ou la station est accolé ou proche d'une gare.
Type : D : dépôt , S : station , Sf : si la station sert de gare douanière à la frontière , Sp : si la station est établie dans un bâtiment privé le plus souvent un café ou plus rarement une habitation privée.
| Illustration | Nom              | Type | Commune    | Localisation                | État            | Remarques |
| ------------ | ---------------- | ---- | ---------- | --------------------------- | --------------- | --------- |
|              | Ezemaal          | S    | Ezemaal    | 50° 46′ 20″ N, 4° 59′ 44″ E | Hors service    |           |
|              | Jodoigne (gare)  | D    | Jodoigne   | 50° 43′ 35″ N, 4° 52′ 40″ E | En service TEC. |           |
|              | Overhespen       | S    | Overhespen | 50° 48′ 06″ N, 5° 02′ 43″ E | Hors service.   |           |
|              | Tirlemont (gare) | D    | Tirlemont  | 50° 48′ 31″ N, 4° 55′ 23″ E | Hors service.   |           |

## Exploitation

### Horaires
Tableaux : 315 (1914) ; 525 (1950).